# Beatriz Zavala Peniche

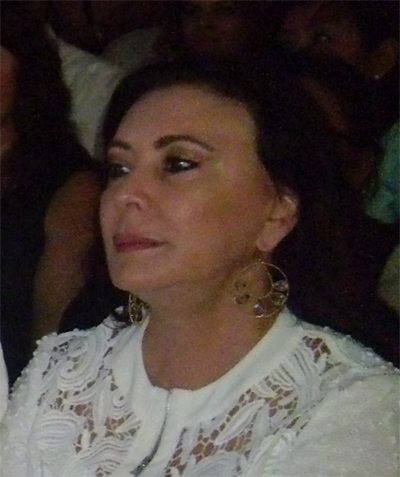
Zavala Peniche 2014

María Beatriz Zavala Peniche (* 23. Oktober 1957 in Mérida) ist eine mexikanische Politikerin und Mitglied der Partido Acción Nacional (PAN). Sie war von 2006 bis 2008 Ministerin des Secretaría de Desarrollo Social (SEDESOL; dt.: Sekretariat für Sozialentwicklung) in der Regierung von Präsident Felipe Calderón sowie von 2008 bis 2012 Senatorin für den Bundesstaat Yucatán.

## Ausbildung
Sie studierte an der Universidad Autónoma de Yucatán (UADY), ist graduierter Bachelor der Sozialanthropologie und absolvierte ein Master-Studium der Soziologie an der University of Kentucky (UK). An der UADY war sie auch als Professorin tätig.

## Politische Ämter
Zavala ist seit 1995 aktives Mitglied der PAN, war von 1997 bis 2000 (57. Legislaturperiode) Präsidentin der Kommission für Sozialentwicklung des Abgeordnetenhauses, von 2001 bis 2003 lokaler Abgeordneter im Kongress von Yucatán und von 2003 bis 2006 (59. Legislaturperiode) erneut Bundesabgeordnete.
2006 wurde sie für den mexikanischen Senat als Repräsentantin von Yucatán gewählt, bevor sie im Dezember des gleichen Jahres den Posten der Sekretärin (der Regierung) für Sozialentwicklung im Kabinett des Präsidenten bekam.